# 罗什布吕讷
罗什布吕讷（法語：Rochebrune，法語發音：[ʁɔʃbʁyn]）是法国上阿尔卑斯省的一个市镇，属于加普区。

## 地理
罗什布吕讷（44°27'22"N, 6°10'37"E）面积12.37 平方千米，位于法国普罗旺斯-阿尔卑斯-蓝色海岸大区上阿尔卑斯省，该省份为法国东南部内陆省份，北起萨瓦省，西北接伊泽尔省，西南接德龙省，南至上普罗旺斯阿尔卑斯省，东北部与意大利接壤。
与罗什布吕讷接壤的市镇（或旧市镇、城区）包括：贝拉费尔、日戈尔、皮耶居、布雷济耶、埃斯皮纳斯、勒莫隆、泰于、于拜-塞尔蓬松。

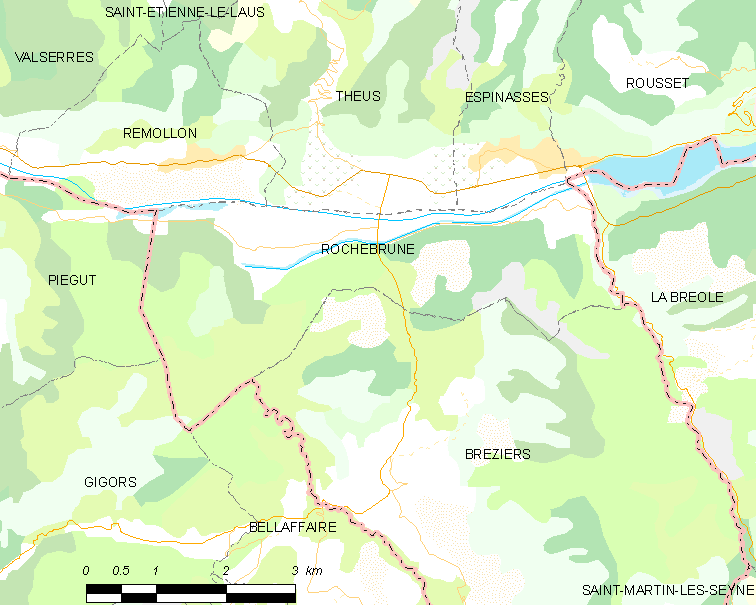
罗什布吕讷的OSM定位图

罗什布吕讷的时区为UTC+01:00、UTC+02:00（夏令时）。

## 行政
罗什布吕讷的邮政编码为05190，INSEE市镇编码为05121。

## 政治
罗什布吕讷所属的省级选区为绍尔日县。

## 人口

1962-2008年间罗什布吕讷人口变化图示

罗什布吕讷于2022年1月1日时的人口数量为197人。